# Tatiana Frunză
Tatiana Frunză (născută Corman; n. 25 aprilie 1987, Telenești, RSS Moldovenească, URSS) este o fostă fotbalistă din Republica Moldova care a jucat în poziția de fundaș. A făcut parte din echipa națională de fotbal feminin a Republicii Moldova (seniori).

## Carieră internațională
Frunză a jucat în selecționata Moldovei de seniori în timpul calificărilor la Campionatul Mondial de Fotbal Feminin 2007 (categoria secundă UEFA), intrând pe teren în repriza a doua într-un meci pe teren propriu cu Țara Galilor la 7 mai 2006, care s-a terminat cu victoria oaspeților 0–3.